# Ladislau Raffinsky
Ladislau Raffinsky (23. dubna 1905 Miskolc – 31. července 1981 Kluž), často uváděn i jako László Raffinsky (z maďarštiny), nebo také jako Ladislav Raffinski, byl rumunský fotbalový středopolař maďarské národnosti, rumunský reprezentant a dvojnásobný účastník mistrovství světa ve fotbale.
Je držitelem rekordu v počtu branek vstřelených jedním hráčem v jednom utkání nejvyšší rumunské soutěže – v dresu Juventusu Bukurešť se mu 18. května 1930 podařilo vstřelit rovných 10 branek v zápase proti Dacii Unirea Brăila (výhra 16:0 v Brăile).

## Hráčská kariéra
Raffinsky začal profesionální kariéru v roce 1924 v klubu Unirea Temešvár. Roku 1925 se přesunul do CA Temešvár a o dva roky později do klubu Chinezul Temešvár, který patřil k předním rumunským oddílům té doby. Slavný klub se však dostal do finančních potíží a v sezoně 1927/28 poprvé po sedmi letech nevyhrál rumunské mistrovství. Raffinsky opustil Chinezul v roce 1929, kdy podepsal smlouvu s bukurešťským Juventusem. V sezoně 1929/30 vyhrál svůj první mistrovský titul právě s Juventusem Bukurešť. Hrálo se ještě vyřazovacím systémem, Raffinsky ve 4 utkáních docílil 13 branek. Roku 1931 se vrátil do Temešváru, kde se upsal dalšímu legendárnímu klubu z meziválečného období Ripensii Temešvár. Z Ripensie odešel v roce 1933 poté, co s klubem vyhrál mistrovský titul, k čemuž přispěl jedenácti vstřelenými brankami. Zamířil na Moravu do brněnského klubu SK Židenice, se kterým obsadil v sezoně 1934/35 třetí příčku v československé nejvyšší soutěži, v sezóně 1935/36 hrál za SK Viktoria Plzeň a DFC Prag, za pražský klub dal 4 ligové góly. Roku 1936 se do Rumunska vrátil, tentokrát do Bukurešti, kde hrál za Rapid až do roku 1940 a třikrát s ním vyhrál rumunský pohár.
V roce 1939 byl spolu s dalšími třemi hráči Rapidu (Iuliu Baratky, Ștefan Auer a Ioan Bogdan) zatčen v souvislosti s vítězstvím nad týmem Venus Bukurešť ve finále rumunského poháru. K zatčení došlo na příkaz Gabriela Marinescu, který byl ministrem vnitra, bukurešťským prefektem a také předsedou klubu Venus Bukurešť. Tisk rozvířil velký skandál, všichni čtyři hráči byli po několika dnech propuštěni z vězení, Gabriel Marinescu byl zatčen a roku 1940 popraven. V témže roce se uzavřela Raffinského profesionální kariéra.

### Reprezentace
V dresu rumunského národního mužstva nastoupil ve 20 zápasech. Debutoval 10. května 1929 v Bukurešti proti Jugoslávii (prohra 2:3), 25. května 1930 vstřelil v Bukurešti svůj jediný reprezentační gól Řecku (výhra 8:1). V roce 1930 byl povolán do národního mužstva pro Mistrovství světa v Uruguayi. Jeho start se začal komplikovat poté, co ředitel společnosti Astra Romana, ve které byli Raffinsky spolu se svým spoluhráčem Emerichem Voglem zaměstnáni jako úředníci, tyto dva reprezentanty pro turnaj neomluvil. Po intervenci Octava Luchideho se nakonec oba nalodili na SS Conte Verde a odpluli do Uruguaye. Na tomto šampionátu odehrál Raffinsky obě utkání Rumunska proti Peru a Uruguayi, dostal se dokonce do nejlepší jedenáctky turnaje. V zápase s Peru byl faulován Plácidem Galindem, který po tomto zákroku musel předčasně opustit hřiště a stal se tak prvním vyloučeným hráčem v historii mistrovství světa ve fotbale vůbec. K dalšímu reprezentačnímu utkání nastoupil až 12. června 1932 v přátelském utkání proti Francii (výhra 6:3). Následovala ještě tři utkání (26. června 1932 prohra 0:2 v Bulharsku, 28. června 1932 výhra 3:0 v Řecku a 3. července 1932 prohra 1:3 v Jugoslávii) a další pauza v reprezentačním dresu až do roku 1937. V roce 1938 byl opět povolán do mužstva pro Mistrovství světa ve Francii, odehrál oba zápasy proti Kubě (5. června 1938 remíza 3:3, 9. června 1938 prohra 1:2), které byly zároveň tečkou za jeho reprezentační kariérou.

### Prvoligová bilance
| Ročník             | Zápasy | Góly | Klub              |
| ------------------ | ------ | ---- | ----------------- |
| I. liga 1933/34    | 9      | 0    | SK Židenice       |
| I. liga 1934/35    | 6      | 0    | SK Židenice       |
| I. liga 1935/36    | 8      | 0    | SK Viktoria Plzeň |
| I. liga 1935/36    | 10     | 4    | DFC Prag          |
| CELKEM I. ČS. LIGA | 33     | 4    |                   |

## Trenérská kariéra
Přestože byl úspěšným hráčem, jako trenér výrazněji neprorazil. Začal roku 1944 v klubu Prahova Ploješť, kde působil rok. Dále vedl mužstva ze druhé a třetí nejvyšší soutěže. Jeho posledním angažmá byl tovární klub Tehnofrig Kluž v letech 1962–1964.